# تحدي البيبسي
تحدي البيبسي Pepsi Challenge هو ترويج تسويقي مستمر تديره شركة بيبسيكو PepsiCo منذ عام 1975. وهو أيضًا اسم لسباق تزلج عبر البلاد في منطقة جيانتس ريدج Giant's Ridge في بوابيك Biwabik ، بولاية مينيسوتا ، وهو حدث برعاية شركة بيبسي Pepsi.

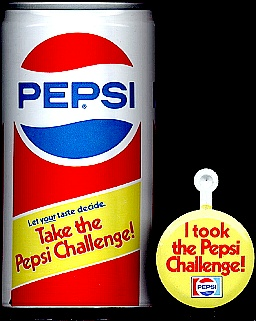
علبة ترويجية ل"تحدي البيبسي" في أوائل الثمانينات (355 مل.)، وزر معدني لنشر التحدي

## الإجراء (الطريقة)
أخذ التحدي في الأصل شكل اختبار طعم بناء على تجربة أُحادية يجهل فيها الشخص حقيقة المادة محل الاختبار  single blind taste test. يضع ممثل شركة بيبسي في مراكز التسوق وغيرها من الأماكن العامة طاولة مع كأسين أبيضين: أحدهما يحتوي على بيبسي والآخر علي كوكاكولا. يتم تشجيع المتسوقين على تذوق كل من نوعي الكولا، ثم اختيار الشراب الذي يفضلونه. بعد ذلك يكشف المندوب عن القنينتين بحيث يمكن لمن قاموا بالتذوق رؤية ما إذا كانوا يفضلون كوكاكولا أم بيبسي. تميل نتائج الاختبار إلي أن هنالك ثمة إجماع على أن الأمريكيين يفضلون البيبسي.